# Lijst van afleveringen van Californication
Dit is een lijst met afleveringen van de Amerikaanse televisieserie Californication. De serie telt zeven seizoenen.

## Overzicht
| Seizoen | Aantal afleveringen | Uitgezonden                          |  |
| ------- | ------------------- | ------------------------------------ |  |
| 1       | 12                  | 13 augustus 2007 – 29 oktober 2007   |  |
| 2       | 12                  | 28 september 2008 – 14 december 2008 |  |
| 3       | 12                  | 27 september 2009 – 13 december 2009 |  |
| 4       | 12                  | 9 januari 2011 – 27 maart 2011       |  |
| 5       | 12                  | 8 januari 2012 – 25 maart 2012       |  |
| 6       | 12                  | 13 januari 2013 – 7 april 2013       |  |
| 7       | 12                  | 13 april 2014 – 29 juni 2014         |  |

## Seizoen 1 (2007)
| Nr. | Titel                                | Regisseur        | Schrijver(s)                 | Uitzenddatum Verenigde Staten | Uitzenddatum Vlaanderen |  |
| --- | ------------------------------------ | ---------------- | ---------------------------- | ----------------------------- | ----------------------- |  |
| 1 (1-01) | Pilot                                | Stephen Hopkins  | Tom Kapinos                  | 13 augustus 2007              | 1 september 2008        |  |
| We maken kennis met Hank Moody (David Duchovny), een seksverslaafde, getormenteerde schrijver die net verlaten is door zijn grote liefde Karen (Natascha McElhone). Samen hebben ze een dochter, Becca (Madeleine Martin). Karen is nu samen met Bill (Damian Young), die een dochter heeft van 16, Mia (Madeline Zima). Hank heeft (zonder te weten dat ze minderjarig is) seks met Mia.                                                              |                                      |                  |                              |                               |                         |  |
| 2 (1-02) | Hell-A Woman                         | Scott Winant     | Tom Kapinos                  | 20 augustus 2007              | 8 september 2008        |  |
| De vrienden van Hank vinden het een goed idee dat hij een column begint voor Hell-A magazine. Hank wordt uitgenodigd op een dinertje met Karen, Bill en een aantal gemeenschappelijke vrienden. Karen denkt dat haar vriendin Sonja wel iets is voor Hank. |                                      |                  |                              |                               |                         |  |
| 3 (1-03) | The Whore of Babylon                 | Scott Winant     | Tom Kapinos                  | 27 augustus 2007              | 15 september 2008       |  |
| Todd Carr, de regisseur van 'A Crazy Little Thing Called Love', de verfilming van het boek van Hank, maakt zich boos omdat Hank hem publiekelijk heeft aangevallen door te zeggen dat zijn film een mislukking is. En het blijft niet bij woorden alleen. |                                      |                  |                              |                               |                         |  |
| 4 (1-04) | Fear and Loathing at the Fundraiser  | Michael Lembeck  | Daisy Gardner                | 3 september 2007              | 22 september 2008       |  |
| Meredith wil haar relatie met Hank meer laten betekenen dan enkel wat gestoei tussen de lakens. Publiekelijk met hem aan haar zijde verschijnen is een eerste stap. |                                      |                  |                              |                               |                         |  |
| 5 (1-05) | LOL                                  | Bart Freundlich  | Susan McMartin               | 10 september 2007             | 29 september 2008       |  |
| Bill benadert Hank om een gastcollege te geven in Mia's klas. Eens te meer wordt duidelijk dat de rebelse schrijver als een magneet werkt op jonge vrouwen. Becca valt voor de charmes van haar gitaarleraar Dave, maar die lijkt meer oog te hebben voor Mia. Becca's tienerhartje breekt. Charlie krijgt af te rekenen met een onbevredigde wederhelft.                                                                                              |                                      |                  |                              |                               |                         |  |
| 6 (1-06) | Absinthe Makes the Heart Grow Fonder | Ken Whittingham  | Tom Kapinos & Eric Weinberg  | 17 september 2007             | 6 oktober 2008          |  |
| Een ontmoeting met een knap surfmeisje leidt tot een nacht van high worden, muziek beluisteren en vrijen. 's Ochtends wordt Hank gewekt door Mia, die dringend zijn hulp nodig heeft om te slagen voor haar schrijfcursus op school. |                                      |                  |                              |                               |                         |  |
| 7 (1-07) | Girls, Interrupted                   | Tucker Gates     | Gina Fattore                 | 24 september 2007             | 13 oktober 2008         |  |
| Becca vertelt haar vader Hank dat ze verzot is op een goede afloop en hoopt dat dit ook in de toekomst voor hun gezinssituatie werkelijkheid wordt. Hank beseft dat hij die droom kan realiseren en onderneemt bijgevolg een nieuwe stap om Karen dichter bij hem te hebben. Hij bezorgt haar een droomopdracht als de architecte van Todd Carr, de regisseur die met zijn filmversie Hanks boek verkrachtte en bijgevolg allerminst een boezemvriend. |                                      |                  |                              |                               |                         |  |
| 8 (1-08) | California Son                       | Scott Winant     | Tom Kapinos                  | 1 oktober 2007                | 20 oktober 2008         |  |
| Hank ontvangt een telefoontje van zijn zus die hem informeert over het overlijden van hun vader Al. Hank denkt er niet aan om naar zijn uitvaart te gaan, want het klikte niet echt tussen hen. Hank had immers de grootste moeite met Als overspelige avonturen en zijn overtuigingen als vader. Zowel Karen als Charlie proberen Hank te overtuigen zijn vader toch een laatste eer te betuigen.                                                     |                                      |                  |                              |                               |                         |  |
| 9 (1-09) | Filthy Lucre                         | Scott Burns      | Ildy Modrovich               | 8 oktober 2007                | 27 oktober 2008         |  |
| Hank keert terug van de begrafenis en heeft een nieuw boek geschreven. Hij vraagt aan Karen om het te lezen, maar die heeft geen tijd. Van Charlie krijgt Hank een dikke cheque en trakteert zichzelf op een nieuwe auto en Becca op een gitaar. |                                      |                  |                              |                               |                         |  |
| 10 (1-10) | The Devil's Threesome                | John Dahl        | Tom Kapinos                  | 15 oktober 2007               | 3 november 2008         |  |
| Hank en Charlie hebben een trio. Karen en Marcy gaan samen uit en besluiten hun mannen te verrassen. |                                      |                  |                              |                               |                         |  |
| 11 (1-11) | Turn The Page                        | David Von Ancken | Gina Fattore & Eric Weinberg | 22 oktober 2007               | 10 november 2008        |  |
| Charlie en Dani bespreken het boek dat Mia geschreven heeft (of beter, gestolen van Hank). Becca beslist om bij Hank te gaan wonen. |                                      |                  |                              |                               |                         |  |
| 12 (1-12) | The Last Waltz                       | Scott Winant     | Tom Kapinos                  | 29 oktober 2007               | 17 november 2008        |  |
| Karen en Bill trouwen. Hank moet op zoek naar maandverband wanneer Becca haar eerste menstruatie krijgt. |                                      |                  |                              |                               |                         |  |

## Seizoen 2 (2008)
| Nr. | Titel                               | Regisseur        | Schrijver(s)                | Uitzenddatum Verenigde Staten |  |
| --- | ----------------------------------- | ---------------- | --------------------------- | ----------------------------- |  |
| 13 (2-01) | Slip of the Tongue                  | David Duchovny   | Tom Kapinos                 | 28 september 2008             |  |
| Nu Hank en Karen terug samen zijn, willen ze terug naar New York en zetten ze hun huis te koop. Karen probeert Hank ook te overhalen om een vasectomie te laten uitvoeren.                                                                                       |                                     |                  |                             |                               |  |
| 14 (2-02) | The Great Ashby                     | David Von Ancken | Tom Kapinos                 | 5 oktober 2008                |  |
| Hank wordt opgepakt door de politie en in de gevangenis gestoken. Daar leert hij Lew Ashby kennen, een platenproducer, die hem vraagt zijn biografie te schrijven. Charlie wordt ontslagen nadat hij betrapt wordt op masturberen op het werk.                   |                                     |                  |                             |                               |  |
| 15 (2-03) | No Way To Treat A Lady              | John Dahl        | Gina Fattore                | 12 oktober 2008               |  |
| Een prostituee vindt Hank beter in bed dan Ashby. Karen leert een guru kennen en raakt helemaal in zijn ban. Charlie wil Daisy lanceren in de porno-industrie.                                                                                                   |                                     |                  |                             |                               |  |
| 16 (2-04) | The Raw & the Cooked                | David Von Ancken | Tom Kapinos                 | 19 oktober 2008               |  |
| Hank en Karen geven een feestje, maar dat loopt fout af. |                                     |                  |                             |                               |  |
| 17 (2-05) | Vaginatown                          | Ken Whittingham  | Jay Dyer                    | 26 oktober 2008               |  |
| Hank verhuist en heeft een droom over een slippertje met een televisiekok. Charlie investeert in porno. |                                     |                  |                             |                               |  |
| 18 (2-06) | Coke Dick & First Kick              | Michael Lehmann  | Gina Fattore & Gabriel Roth | 2 november 2008               |  |
| Hank gaat op zoek naar Lews eerste liefde. Sonja en Julian besluiten om een open relatie te beginnen. Charlies huis wordt omgebouwd tot filmset. |                                     |                  |                             |                               |  |
| 19 (2-07) | In a Lonely Place                   | Jake Kasdan      | Tom Kapinos                 | 9 november 2008               |  |
| Hank raakt geïntrigeerd door Becca's lerares. Charlie ontdekt een geheim van Marcy. |                                     |                  |                             |                               |  |
| 20 (2-08) | Going Down and Out in Beverly Hills | Danny Ducovny    | Daisy Gardner               | 16 november 2008              |  |
| Hank zoekt naar de waarheid over Ashby. Karen krijgt ruzie met een platenbaas. Marcy probeert bij haar moeder van haar verslaving af te geraken. Charlie kan de verleiding niet weerstaan.                                                                       |                                     |                  |                             |                               |  |
| 21 (2-09) | La Ronde                            | Adam Bernstein   | Gina Fattore                | 23 november 2008              |  |
| Hank slaat een aanbod af. Karen gaat uit met Ashby. Charlie en Daisy hebben een aha-erlebnis. |                                     |                  |                             |                               |  |
| 22 (2-10) | In Utero                            | David Von Ancken | Tom Kapinos                 | 30 november 2008              |  |
| Hank wacht op zijn testresultaten en mijmert over vroeger. Charlie smeekt Daisy om te verhuizen. |                                     |                  |                             |                               |  |
| 23 (2-11) | Blues From Laurel Canyon            | Michael Lehmann  | Gina Fattore                | 7 december 2008               |  |
| Ashby organiseert een feestje ter ere van de lancering van Mia's boek. Becca heeft verdriet omdat Damien haar bedrogen heeft. |                                     |                  |                             |                               |  |
| 24 (2-12) | La Petite Mort                      | Bart Freundlich  | Tom Kapinos                 | 14 december 2008              |  |
| Hank is klaar met het schrijven van Ashby's biografie. Charlie vindt een job als autoverkoper. Sonja bevalt en Karen accepteert een werkaanbod. Nadeel is wel dat ze daarvoor terug moet naar New York, waarmee ze Hank en Becca voor een moeilijke keuze stelt. |                                     |                  |                             |                               |  |

## Seizoen 3 (2009)
| Nr. | Titel                      | Regisseur                          | Schrijver(s)                  | Uitzenddatum Verenigde Staten |  |
| --- | -------------------------- | ---------------------------------- | ----------------------------- | ----------------------------- |  |
| 25 (3-01) | Wish You Were Here         | David Duchovny                     | Tom Kapinos                   | 27 september 2009             |  |
| Nu Karen terug naar New York is, moet Hank zijn tienerdochter Becca proberen onder controle te houden. Charlie en Macy gaan terug samenwonen, ondanks het feit dat ze nog altijd willen scheiden. |                            |                                    |                               |                               |  |
| 26 (3-02) | The Land of Rape and Honey | Bart Freundlich & David Von Ancken | Tom Kapinos                   | 4 oktober 2009                |  |
| Hank begint les te geven als professor op de universiteit en krijgt het al meteen aan de stok met een bewonderaar. Charlie moet ondertussen accepteren dat Macy een nieuw lief heeft. |                            |                                    |                               |                               |  |
| 27 (3-03) | Verities & Balderdash      | David Von Ancken                   | Gina Fattore                  | 11 oktober 2009               |  |
| Hank en Becca gaan samen naar een feestje. Charlie probeert Marcy tot feesten aan te zetten nu ze haar eerste klant beet heeft. |                            |                                    |                               |                               |  |
| 28 (3-04) | Zoso                       | Bart Freundlich                    | Tom Kapinos                   | 18 oktober 2009               |  |
| Hank vindt de kledij van Becca maar niets en vindt dat hij met haar moet praten. Hank en Charlie gaan samen naar een stripclub. |                            |                                    |                               |                               |  |
| 29 (3-05) | Slow Happy Boys            | David Von Ancken                   | Tom Kapinos                   | 25 oktober 2009               |  |
| Becca gaat op bezoek bij haar moeder, waardoor Hank alleen achterblijft, tot zijn oude vriend Mike Zlosowski opdaagt. Ze gaan samen naar een feestje. Ondertussen hebben Charlie en Macy seksuele problemen. |                            |                                    |                               |                               |  |
| 30 (3-06) | Glass Houses               | Michael Lehmann                    | Gina Fattore                  | 1 november 2009               |  |
| Becca krijgt ruzie met haar vriendin Chelsea, net wanneer haar moeder Karen hen komt bezoeken. |                            |                                    |                               |                               |  |
| 31 (3-07) | So Here's the Thing...     | John Dahl                          | Daisy Gardner                 | 8 november 2009               |  |
| Hank probeert de brokken met Karen te lijmen. Charlie probeert Sues topclient bij haar te houden en Becca verwijt Hank een slecht voorbeeld te zijn voor haar. |                            |                                    |                               |                               |  |
| 32 (3-08) | The Apartment              | Adam Bernstein                     | Tom Kapinos                   | 15 november 2009              |  |
| Na de ruzie met Karen staat ineens Jackie voor Hanks deur, met in zijn kielzog twee strippers. De volgende ochtend wordt Hank wakker en ligt een van de stripteaseuses bewusteloos op de vloer. Charlie en Rick komen Hank helpen, maar dan daagt ook Jill op. En er zijn nog wel enkele verrassingen die ochtend. |                            |                                    |                               |                               |  |
| 33 (3-09) | Mr. Bad Example            | John Dahl                          | Gina Fattore & Matt Patterson | 22 november 2009              |  |
| Doordat Becca en Chelsea ruzie krijgen, komt een van Hanks affaires toch aan het licht. Ondertussen riskeert Charlie zijn baan door Marcy weg te houden bij drugsverslaafde Rick. |                            |                                    |                               |                               |  |
| 34 (3-10) | Dogtown                    | Seith Mann                         | Tom Kapinos & Gina Fattore    | 29 november 2009              |  |
| Charlie verliest zijn baan, en Hank neemt hem mee uit om het op te beuren. Ondertussen gaan ook Karen, Marcy en Becca een avondje stappen. |                            |                                    |                               |                               |  |
| 35 (3-11) | Comings & Goings           | David Von Ancken                   | Gina Fattore & Daisy Gardner  | 6 december 2009               |  |
| Hank wordt samen met Karen en Becca bij de moeder van Chelsea uitgenodigd voor een lunch. Daar blijkt elke vrouw waar Hank een affaire mee heeft gehad in seizoen 3 ook aanwezig te zijn. |                            |                                    |                               |                               |  |
| 36 (3-12) | Mia Culpa                  | Stephen Hopkins                    | Tom Kapinos                   | 13 december 2009              |  |
| Mia keert terug naar de stad, samen met haar nieuw vriendje, die ook haar manager blijkt te zijn. Hank en Karen krijgen ruzie en het komt tot een handgemeen, waardoor Hank gearresteerd wordt... |                            |                                    |                               |                               |  |

## Seizoen 4 (2011)
| Nr.       | Titel                   | Regisseur            | Schrijver(s)                | Uitzenddatum Verenigde Staten |  |
| --------- | ----------------------- | -------------------- | --------------------------- | ----------------------------- |  |
| 37 (4-01) | Exile on Main St.       | David Von Ancken     | Tom Kapinos                 | 9 januari 2011                |  |
| ...       |                         |                      |                             |                               |  |
| 38 (4-02) | Suicide Solution        | David Duchovny       | Tom Kapinos                 | 16 januari 2011               |  |
| ...       |                         |                      |                             |                               |  |
| 39 (4-03) | Home Sweet Home         | Adam Bernstein       | Tom Kapinos                 | 23 januari 2011               |  |
| ...       |                         |                      |                             |                               |  |
| 40 (4-04) | Monkey Business         | Bart Freundlich      | Gabe Roth en Matt Patterson | 30 januari 2011               |  |
| ...       |                         |                      |                             |                               |  |
| 41 (4-05) | Freeze-Frame            | Beth McCarthy Miller | Tom Kapinos                 | 6 februari 2011               |  |
| ...       |                         |                      |                             |                               |  |
| 42 (4-06) | Lawyers, Guns and Money | John Dahl            | John Dahl                   | 13 februari 2011              |  |
| ...       |                         |                      |                             |                               |  |
| 43 (4-07) | The Recused             | Michael Weaver       | Tom Kapinos                 | 20 februari 2011              |  |
| ...       |                         |                      |                             |                               |  |
| 44 (4-08) | Lights. Camera. Asshole | Adam Bernstein       | Tom Kapinos                 | 27 februari 2011              |  |
| ...       |                         |                      |                             |                               |  |
| 45 (4-09) | Another Perfect Day     | Michael Lehmann      | Tom Kapinos & Gabe Roth     | 6 maart 2011                  |  |
| ...       |                         |                      |                             |                               |  |
| 46 (4-10) | The Trial               | Seith Mann           | Tom Kapinos & Gina Fattore  | 13 maart 2011                 |  |
| ...       |                         |                      |                             |                               |  |
| 47 (4-11) | The Last Supper         | John Dahl            | John Dahl                   | 20 maart 2011                 |  |
| ...       |                         |                      |                             |                               |  |
| 48 (4-12) | …And Justice for All    | Adam Bernstein       | Tom Kapinos                 | 27 maart 2011                 |  |
| ...       |                         |                      |                             |                               |  |